# San José Yutatuyaa
San José Yutatuyaa är en ort i Mexiko.   Den ligger i kommunen San Pedro Jicayán och delstaten Oaxaca, i den sydöstra delen av landet, 400 km söder om huvudstaden Mexico City. San José Yutatuyaa ligger 281 meter över havet och antalet invånare är 551.
Terrängen runt San José Yutatuyaa är kuperad åt nordost, men åt sydväst är den platt. Runt San José Yutatuyaa är det ganska tätbefolkat, med 83 invånare per kvadratkilometer. Närmaste större samhälle är Santiago Pinotepa Nacional, 12,1 km söder om San José Yutatuyaa. Omgivningarna runt San José Yutatuyaa är en mosaik av jordbruksmark och naturlig växtlighet.